# Digna Calle
Digna Calle Lobatón (Chacco, Ayacucho, 11 de agosto de 1976) es una política y empresaria peruana. Actualmente, es congresista de la república para el periodo parlamentario 2021-2026 por el partido Podemos Perú.

## Biografía
Nació en el poblado de Chacco, ubicado en el distrito de Tambo, en la provincia de La Mar, del departamento de Ayacucho, el 11 de agosto de 1976. Fue adoptada a los pocos meses de nacer por unos familiares lejanos que pasaban por las alturas de su pueblo. Su madre había fallecido al momento de su nacimiento y su padre no podía criar solo a sus siete hijos. Su padre biológico luego fue asesinado por terroristas al no querer unirse a sus filas durante la época de terrorismo.
Postuló a la Universidad Nacional de San Cristóbal de Huamanga en el área de Educación, donde logró ingresar. Sin embargo, no llegó a concluir sus estudios universitarios. Laboró como gerenta general en el Policlínico Dafi Salud del distrito de Ate. y fue gerenta general de Dafi Salud SAC desde el 2010 al 2020.
Está comprometida con el excongresista Aron Espinoza.

## Carrera política

### Congresista
En las elecciones parlamentarias de 2021, inició su carrera política como candidata al Congreso de la República por el partido Podemos Perú representando a la ciudad de Lima. Calle resultó elegida como congresista al obtener 54 282 votos para el periodo parlamentario 2021-2026.
En el parlamento ejerció como vicepresidenta de la Comisión de Defensa del Consumidor de 2022 a 2023. Luego, Calle fue integrada como candidata a la segunda vicepresidencia de la Mesa Directiva del Congreso en la lista encabezada por Lady Camones, de Alianza para el Progreso. La lista logró tener éxito y Calle ejerció como segunda vicepresidenta de la Mesa Directiva.
Es autora del proyecto de reforma constitucional que planteó el adelanto de elecciones generales (Presidencia, Congreso y Parlamento Andino) como solución a la crisis política del Perú, entre 2021 y 2022. Dicho proyecto fue autodenominado bajo la frase «Nos vamos todos».
También es una de los autores del proyecto que autorizó el retiro de 4 UIT (Unidades Impositivas Tributarias), equivalente a S/18 400, de los fondos del sistema privado de pensiones del Perú, más conocido como las AFP.
Para el nuevo periodo legislativo 2024 - 2025, Digna Calle integra tres comisiones ordinarias las cuales son la comisión permanente, comisión de constitución y reglamento y la comisión presupuesto y cuenta general de la República.
Digna Calle cuenta con más de 100 proyectos de ley realizados, de los cuales 20 han sido convertidos en leyes.

## Polémicas
Para inicios del 2023, Digna Calle permaneció en los Estados Unidos bajo una licencia sin goce de haber. Además que promulgó algunas leyes desde allí. En julio de ese año, anunció como vocera alterna de Podemos Perú.
Digna Calle fue blanco de polémicas debido a que no representaba su labor como parlamentaria y, en septiembre del mismo año, regresó al Perú tras estar seis meses ausente del territorio nacional. Aunque anunció que no regresara al Congreso por diferencias con los demás congresistas.